# Band of Angels (novela)
Band of Angels es una novela de Robert Penn Warren publicada por primera vez en 1955. La historia está narrada en primera persona por Amantha Starr, la hija del propietario de una plantación de Kentucky, cuya vida se ve alterada cuando es vendida como esclava para pagar las deudas de su padre.

## Argumento
Amantha Starr, nacida y criada por un padre cariñoso en una plantación de Kentucky en los años previos a la Guerra de Secesión, se entera tras la muerte de este de que su madre era una esclava y que ella también será vendida como servidumbre. Amantha pronto se encuentra en Nueva Orleans, donde pasa los años de la guerra con Hamish Bond, un traficante de esclavos. A pesar de los períodos esporádicos de satisfacción, Amantha encuentra difícil la vida por delante y todavía está atormentada por su enredado pasado.

## Recepción crítica
Poco después del lanzamiento de la novela, muchos críticos elogiaron los elementos dramáticos de la trama, pero señalaron que sus elementos filosóficos tuvieron menos éxito. Audrey Weaver de The Chicago Defender, Orville Prescott y Fanny Butcher estuvieron entre quienes describieron positivamente la novela como entretenida y convincente. Prescott calificó la novela como «una combinación dramática y legible de melodrama extravagante y reflexión reflexiva sobre cuestiones morales y factores psicológicos» y la describió como «completamente entretenida». En el Chicago Tribune Magazine of Books, Paul Engle escribió una reseña mayoritariamente positiva, afirmando que si bien algunos elementos de la trama «duerden la credulidad», el conjunto se presenta en «esa maravillosamente flexible, imaginativa, lírica y, sin embargo, sólida como una roca prosa que es el genio particular de Warren», haciendo de la novela «el triunfo único de 1955 en la ficción».
Arthur Mizener reseñó el libro en The New York Times, elogiando la «imaginación histórica maravillosamente disciplinada» de Warren y su construcción de una amplia variedad de personajes complejos. Escribió, sin embargo, que los elementos filosóficos se extendieron a lo largo de la historia «como una plaga». Si bien señaló que mezclar reflexiones importantes puede ser efectivo, en Band of Angels, «son llevadas a los extremos, y su constante reiteración las hace parecer una obsesión». Si bien los lectores podían imaginar el sufrimiento de Amantha, escribió, «creo que no podemos imaginar el crecimiento salvaje de la especulación con la que el Sr. Warren adorna ese sufrimiento». Prescott calificó las partes filosóficas y reflexivas de la novela como «provocativas» pero «opacas» y escribió que la voz narrativa de Amantha y sus pensamientos internos a menudo «parecen los del Sr. Warren y no de ella». La crítica literaria Leslie Fiedler criticó la novela como inverosímil y emocionalmente exagerada, «operística en el peor sentido de la palabra».

## Adaptación cinematográfica
En 1957, Warner Bros. estrenó una adaptación cinematográfica, dirigida por Raoul Walsh y protagonizada por Clark Gable, Sidney Poitier e Yvonne De Carlo.